# Pipiza signata
Pipiza signata är en tvåvingeart som beskrevs av Johann Wilhelm Meigen 1822. Pipiza signata ingår i släktet gallblomflugor, och familjen blomflugor.
Artens utbredningsområde är Tyskland. Arten har ej påträffats i Sverige. Inga underarter finns listade i Catalogue of Life.